# South Park City

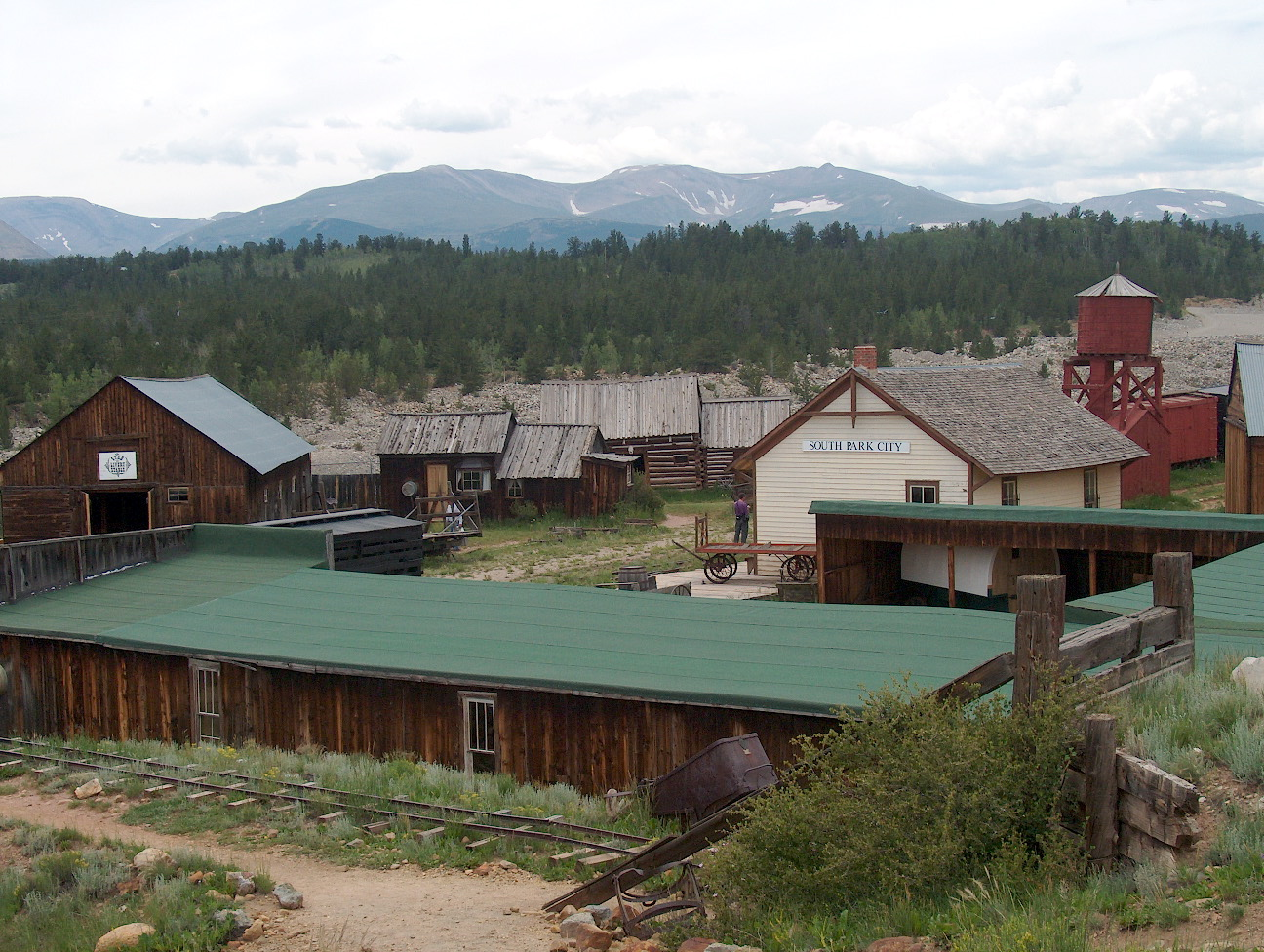
South Park City

South Park City is een openluchtmuseum in het dorp Fairplay (Colorado) in de VS. Het museum is een historische reconstructie van een mijnbouwdorp tijdens de goudkoortsperiode in de 19e eeuw. Het museum heeft 34 originele herbouwde gebouwen met meer dan 60.000 gebruiksvoorwerpen uit de 'gouden' economisch- en sociale tijd. Het museum werd geopend in het jaar 1959 na twee jaar van voorbereiding door de Historische Stichting South Park. Het park is dagelijks geopend van medio mei tot aan medio oktober.